# Maurice Pillet
Pour les articles homonymes, voir Pillet.
Maurice Pillet (né le 31 octobre 1881 à Mantes-la-Jolie ; mort le 10 mars 1964 à Versailles) est un égyptologue français.
À sa mort en 1964, Maurice Pillet a laissé une somme considérable de travaux, de plans, de photographies, et une importante bibliothèque scientifique. Ne pouvant conserver tous ces précieux documents et désireux de les voir servir à des études et des recherches nouvelles, ses enfants ont confié, sur le conseil du professeur Jean Leclant, l’ensemble de ces documents au Collège de France.

## Carrière
- 1911-1912 : Attaché à l’Institut français d'archéologie orientale au Caire ; mission en Haute-Égypte (relevé des tombes de Kasr-es-Sayed, Deir Rifeh et Deir Droukeh).
- 1912 : Séjour officiel à l’École française d’Athènes ; voyage dans le Péloponnèse, l’Attique et les Cyclades.
- 1912-1913 : Attaché à la Délégation scientifique en Perse (J. de Morgan) ; relevé du palais de Darius Ier à Suse.
- 1916-1917 : Directeur du Service des antiquités et des beaux-arts à Marrakech (Maroc) : restaurations des palais du sultan et de la Bahia, de la medersa de Ben-Youssef, de fontaines ; construction de Bab Koutoubia Djedid.
- 1919 : Mission archéologique en Syrie, Palestine et Cilicie (inventaire des ruines et sites antiques, études économiques sur ces contrées).
- 1920-1925 : Directeur des travaux du Service des antiquités d’Égypte ; fouilles, déblaiements et restaurations de Karnak.
- 1926 : Mission archéologique en Syrie ; relevé de la partie centrale du temple de Byblos, premières restaurations de Notre-Dame de Tortose (Tartous), premiers travaux à la galerie du cloître de la grande salle du Krak des Chevaliers (Académie des Inscriptions et belles-lettres - Haut commissariat de France en Syrie, fonds Dourlans).
- 1927-1931 : Directeur des fouilles et explorations de Doura-Europos (Salihyeh sur l’Euphrate, Syrie ; organisation franco-américaine, sous le contrôle de l’Académie des Inscriptions et belles-lettres et de l'université de Yale).
- 1933, 1935, 1937, 1939, 1951 : Chargé de mission archéologique en Égypte (Ministère de l’Instruction publique).
- 1948 : Fouilles de Dara (Moyenne-Égypte), en collaboration avec Raymond Weill.

## Publications
- L'expédition scientifique et artistique de Mésopotamie et de Médie, 1851-1855 Paris: Éditions Champion 1922
- Thèbes, Karnak et Louqsor, Paris, H. Laurens, coll. « Les Villes d’Art célèbres », 1928
- Thèbes, Palais et nécropoles, Paris, H. Laurens, coll. « Les Villes d’Art célèbres », 1930
- Annales du service des antiquités de l'Égypte :
  - Rapport sur les travaux de Karnak (Hiver 1921), ASAE 22, 1922, p. 65-68.
  - Rapport sur les travaux de Karnak (1921-1922), ASAE 22, 1922, p. 235-260, pl. I-V.
  - Rapport sur les travaux de Karnak (1922-1923), ASAE 23, 1923, p. 99-138, pl. I-VIII.
  - Rapport sur les travaux de Karnak (1923-1924), ASAE 24, 1924, p. 53-88, pl. I-XI.
  - Rapport sur les travaux de Karnak (1924-1925), ASAE 25, 1925, p. 1-24, pl. I-VII.
  - Fouilles de l’angle nord-ouest de l’enceinte du grand temple d’Amon à Karnak, ASAE 22, 1922, p. 60-63.
  - Note sur une mosaïque trouvée à Athribis, ASAE 23, 1923, p. 59-64, pl. I-III.
  - Le naos de Senousert Ier, ASAE 23, 1923, p. 143-158, pl. I.
  - Le verrou…, ASAE 24, 1924, p. 187-195.
  - Le temple de Khonsou dans l’enceinte de Mout, à Karnak, ASAE 38, 1938, p. 469-478, 2 plans.
  - De divers objets en bronze des musées du Caire et du Louvre, ASAE 43, 1944, p. 45-65.
  - Les scènes de naissance et de circoncision dans le temple Nord-Est de Mout, à Karnak, ASAE 52, 1954, p. 77-104, pl. I-VI.